# Gulbandad vårmygga
Gulbandad vårmygga (Culiseta subochrea), är en tvåvingeart som först beskrevs av Edwards 1921.  Culiseta subochrea ingår i släktet Culiseta och familjen stickmyggor. Arten är reproducerande i Sverige. Inga underarter finns listade i Catalogue of Life.